# Commission de réglementation des télécommunications du Bangladesh
La Commission de réglementation des télécommunications du Bangladesh, (bengali : বাংলাদেশ টেলিযোগাযোগ নিয়ন্ত্রণ কমিশন), abrégé de l'anglais BTRC, est une commission indépendante fondée en vertu de la loi de 2001 sur les télécommunications du Bangladesh (loi n° 18 de 2001). Le BTRC est chargé de réglementer toutes les questions relatives aux télécommunications (fil, cellulaire, satellite et câble) du Bangladesh.
Le BTRC a commencé à fonctionner à partir du 31 janvier 2002 avec l'objectif de faciliter des services de télécommunications abordables et d'augmenter la télédensité à au moins 10 téléphones pour 100 habitants d'ici 2010.

## Objectifs
Afin de faciliter un développement socio-économique rapide et stable et de fournir des services de télécommunication fiables, la Commission de régulation des télécommunications du Bangladesh (BTRC) a été créée le 31 janvier 2002, en vertu de la loi de 2001 sur la régulation des télécommunications du Bangladesh. La loi définit ses objectifs de la commission. La première est d'inciter le développement d'un système de télécommunications dans le but de perfectionner et de raffermir le confort social et économique des Bangladais. Ensuite, assurer, dans la mesure du possible l'accès à un maximum de personnes à un service de communication et d'internet fiables à des prix abordables. Puis, assurer l'efficacité dudit système au niveau national et international. Après, éviter et supprimer la discrimination dans la fourniture du service grâce à la mise en place d'un service concurrentiel. Enfin, favoriser la création de nouveaux services et créer une ambiance favorable à l'investissement par des entités nationales ou étrangères.

## Bannissement des blogueurs mars 2013
En mars 2013, la BTRC a été critiquée par Human Rights Watch et d'autres groupes pour avoir interdit un certain nombre de sites Web de "blogueurs athées". Parmi les blogs interdits par le BTRC, mentionnons le blogue populaire primé, par Asif Mohiuddin, qui avait été attaqué par un groupe armé de machettes en janvier.
Mohiuddin a été arrêté le mois suivant, avec trois autres blogueurs.

## Galerie

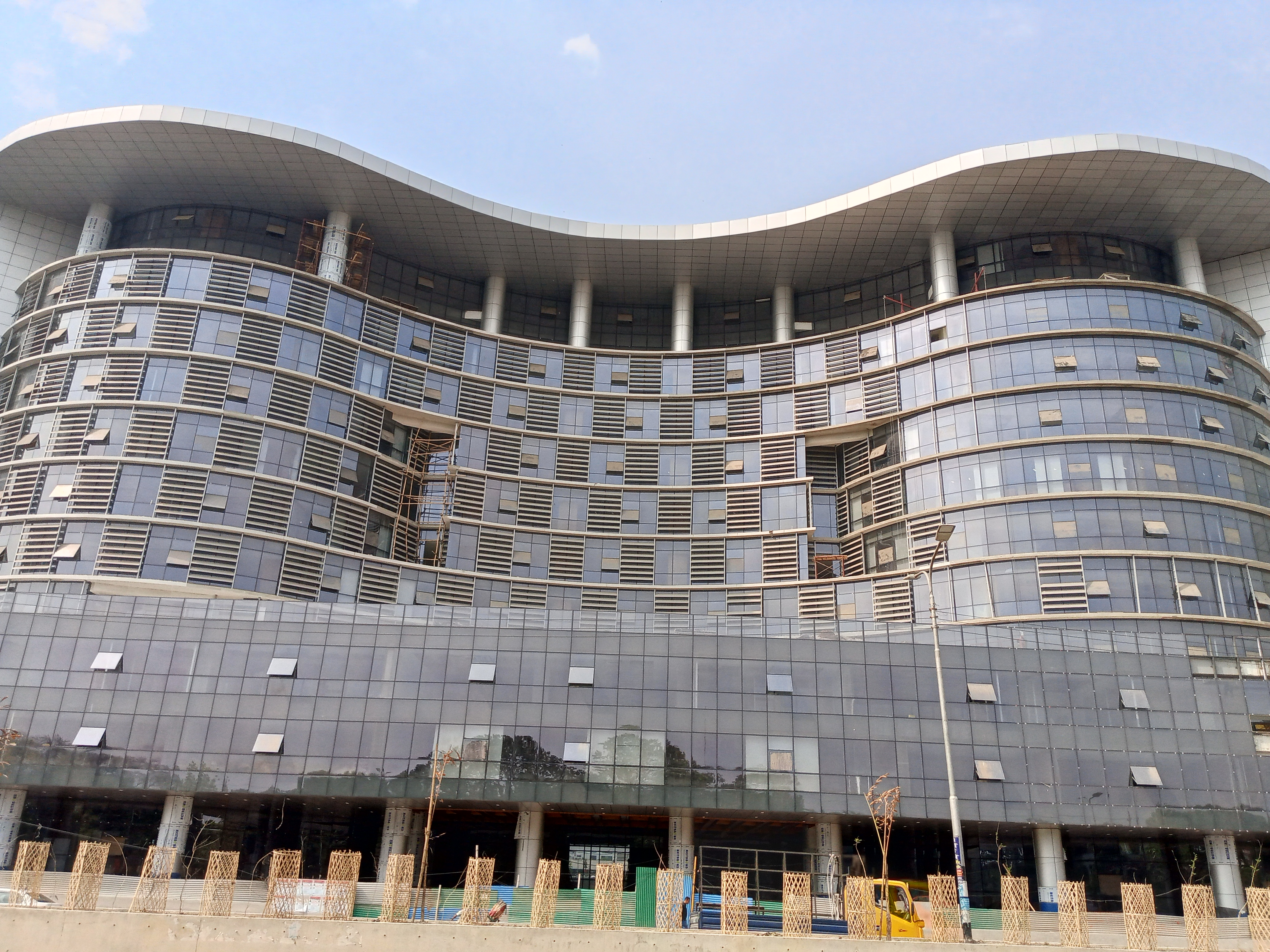
Under Construction in BTRC Building
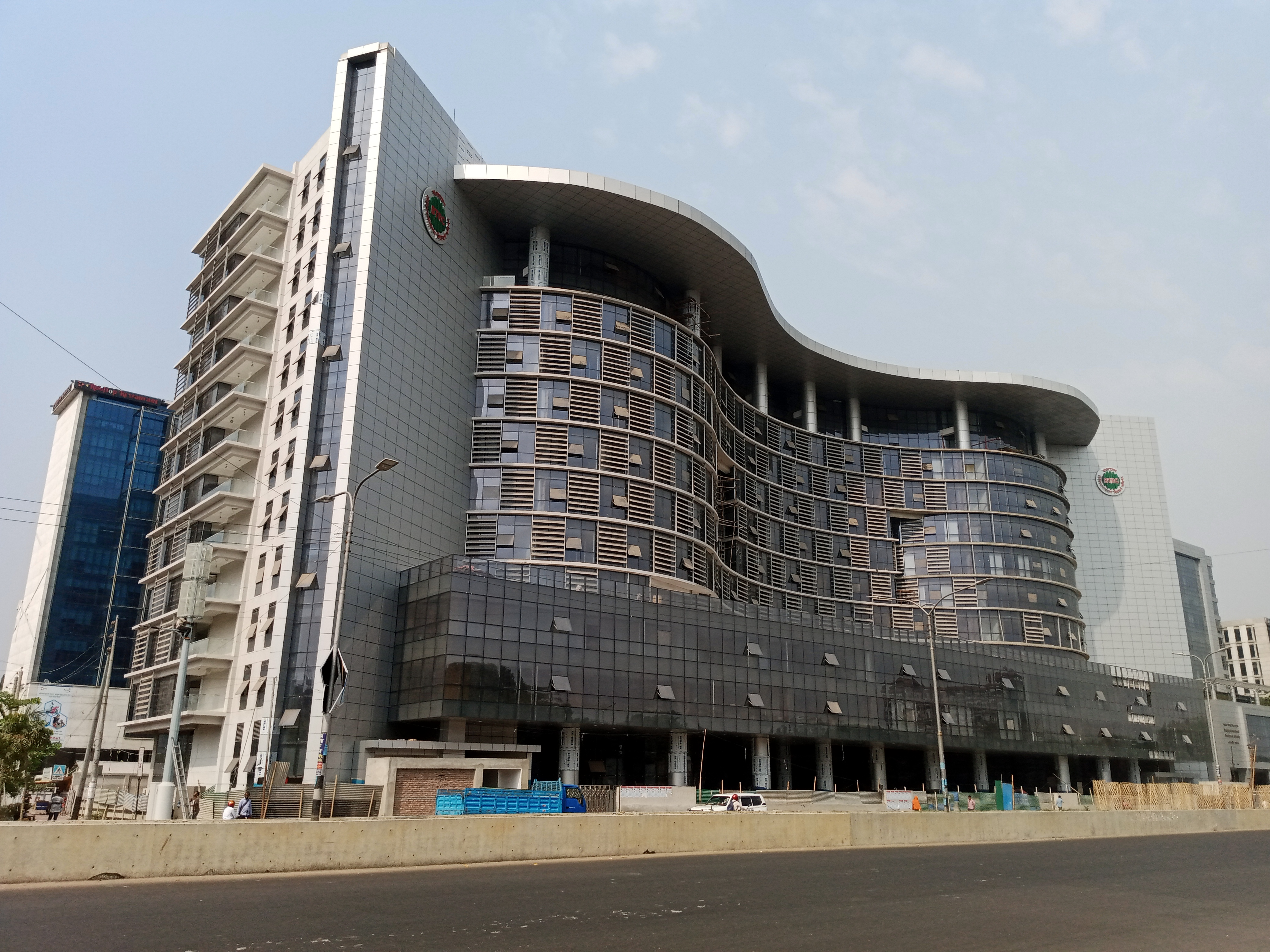
Under Construction in BTRC Building Southwest side
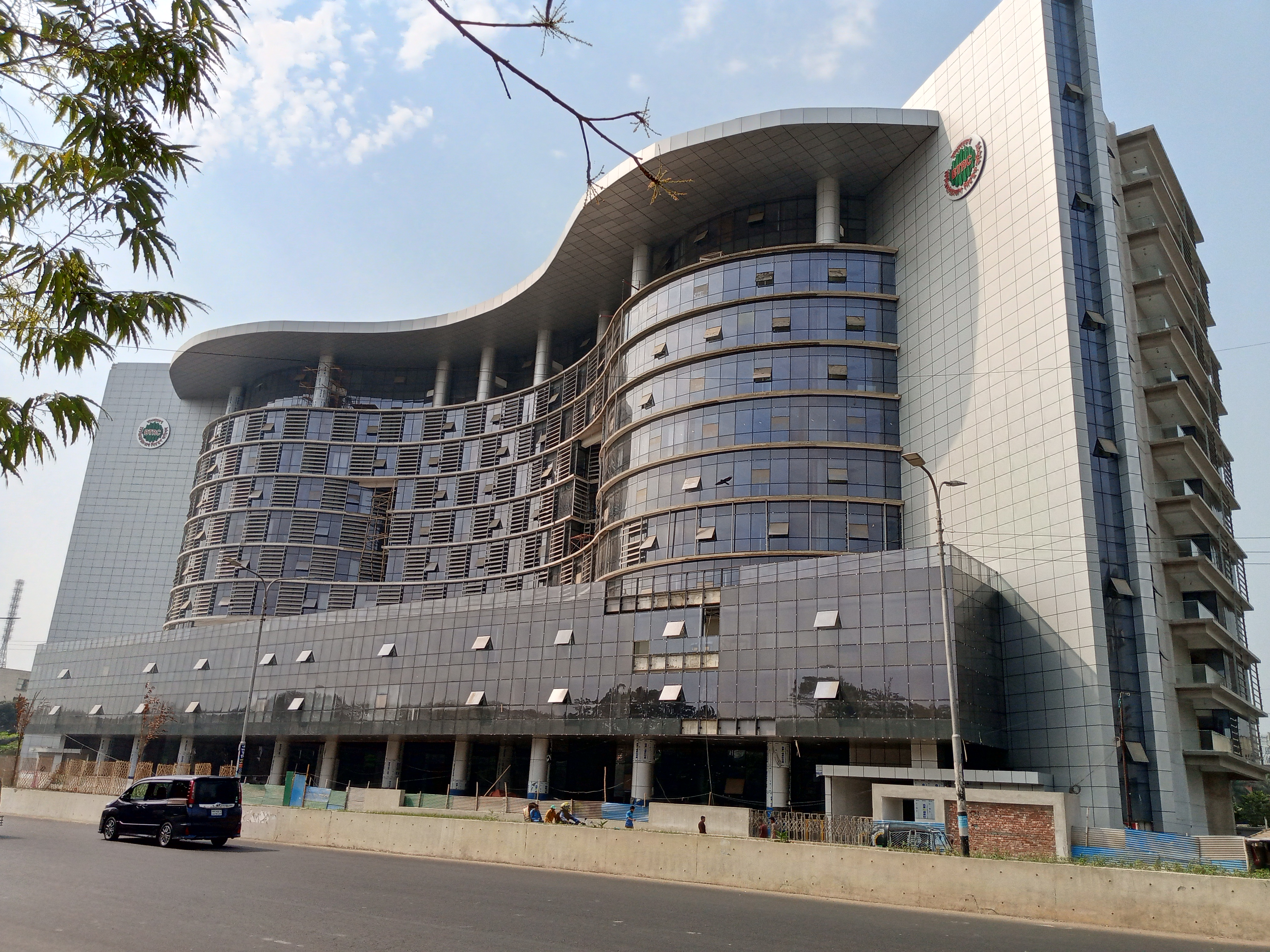
Under Construction in BTRC Building Southeast side
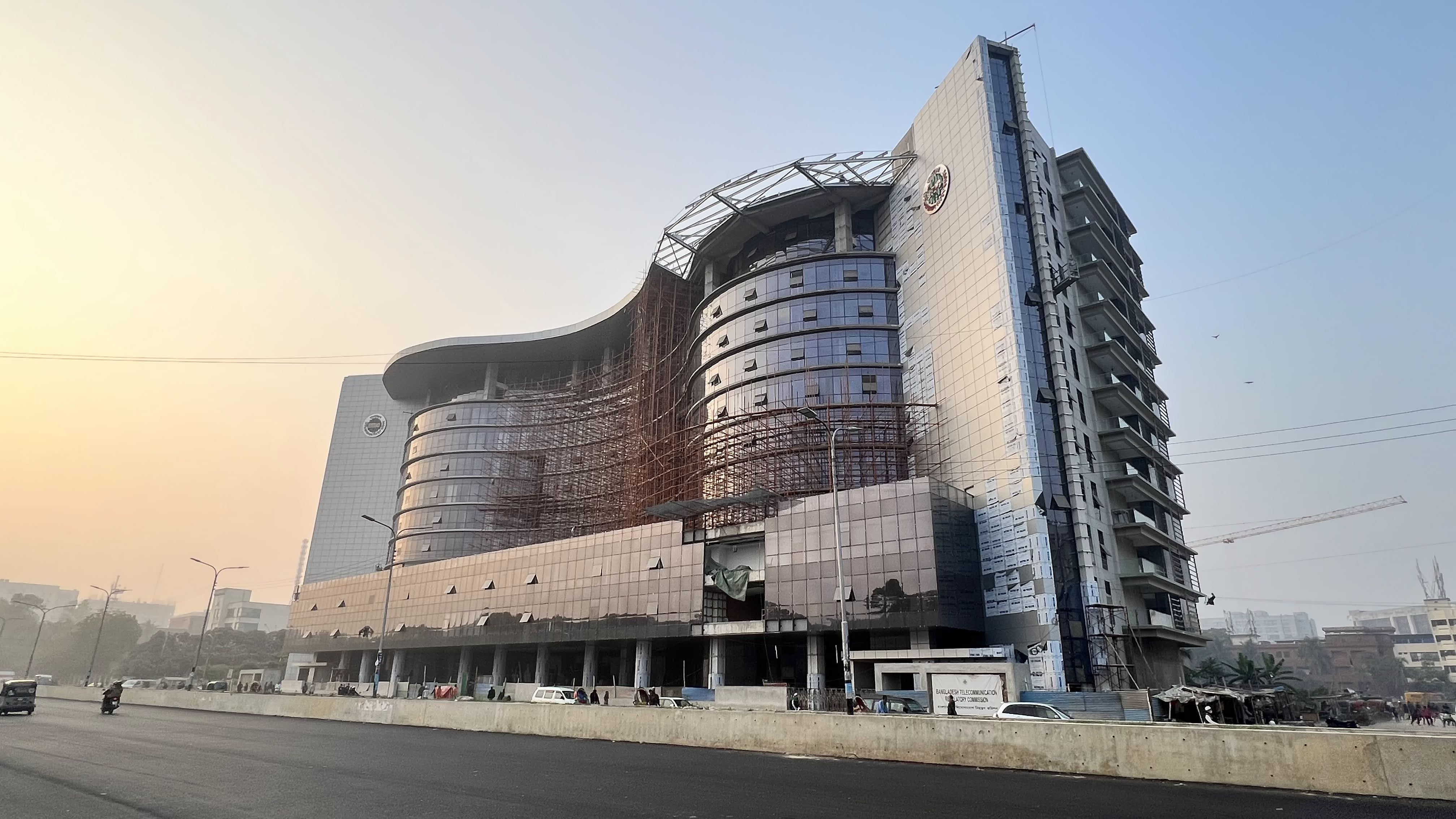
BTRC Bhaban